# Harvester
Harvester (с англ. — «Жнец») — американская компьютерная игра в жанрах интерактивный фильм и приключение, разработанная студией DigiFX Interactive и выпущенная 1 октября 1996 года. Режиссёром и сценаристом выступил Гилберт П. Остин (Gilbert P. Austin). Игра известна своим жестоким и провокационным содержанием, поклонением религиозным культам и «исследованием» взаимосвязи между вымышленным и реальным насилием. Игра запрещена в Германии.

## Сюжет
Подросток Стив Мейсон просыпается в вымышленном городке Харвест, США, в 1953 году, не имея никаких воспоминаний ни о своём прошлом, ни о том, кто он такой. Исследуя свой дом, он обнаруживает, что не узнаёт свою мать и младшего брата, оба ведут себя странно — его мать, похоже, не может перестать печь десятки печений для благотворительного мероприятия, которое будет через неделю. Однако после приготовления печенья она их выкидывает и начинает печь новые, потому что к тому моменту они уже перестанут быть свежими. Брат одержимо смотрит ультра-жестокое ковбойское шоу, которое, кажется, единственная транслируемая программа по телевидению городка Харвест.
Исследуя город, Стив обнаруживает, что Харвест населён злыми и странными людьми, которых он сравнивает с факсимиле, или пародиями на реальных людей. Стив узнаёт, что никто не верит, что он действительно страдает амнезией, и каждый гражданин, которого он встречает, откликается на его мольбы о помощи шаблонным ответом: «Ты всегда был шутником, Стив». Все в городе также побуждают Стива присоединиться к Ложе, большому зданию (напоминающему Собор Святой Софии), расположенному в центре города, который служит штаб-квартирой Ордена Урожайной Луны, являющейся социально-политическим центром жизни в городе Харвест.
Узнав, что через две недели он собирается жениться, Стив идёт к своей предполагаемой невесте Стефани Поттсдам, дочери мистера Поттсдама, безработного, который надеется найти работу вместе с отцом Стива, работающим на мясокомбинате Харвест и который открыто выражает своё желание выдать Стефани замуж. Встретив Стефани, Стив обнаруживает, что у нее тоже амнезия, и она проснулась в то же утро, что и он, не зная, как она попала в Харвест. Эти двое заключают союз, чтобы выяснить своё прошлое и сбежать из города.
Стив посещает Сержанта — главного по оружию в Ложе, который говорит ему, что на все его вопросы будут даны ответы внутри здания, и даёт главному герою серию заданий, которые служат в качестве обрядов инициации. В течение следующей недели Стиву каждый день поручают новую задачу, начиная с мелких актов вандализма, которые быстро перерастают в кражи и поджоги, причём каждое задание имеет непредвиденные, трагические обстоятельства, которые обычно приводят к случайной смерти или убийству или самоубийству. Между тем, движимые взаимным страхом и зависимостью друг от друга, Стив и Стефани становятся любовниками.
В последний день своего посвящения Стив обнаруживает изуродованный череп и спинной мозг в постели Стефани, рядом с которыми лежит предполагаемое приглашение в Ложу. Прибывший на место полицейский заявляет, что Стефани умерла естественной смертью, на что крайне возмущается Стив и говорит, что расследует её смерть сам. Однако когда Стив приходит в Ложу с предполагаемым приглашением, Сержант говорит, что на самом деле приглашением являются череп и спинной мозг Стефани. Для того, чтобы получить череп и спинной мозг Стефани, Стив идёт на кладбище в склеп Поттсдамов ночью и забирает их. Придя к Сержанту, Стив отдаёт ему череп и спинной мозг Стефани и он открывает дверь в здание Ложи. Войдя внутрь, Стив обнаруживает, что Ложа состоит из ряда комнат, называемых «храмами», которые служат едкими пародиями на настоящие общественные места (включая гостиную с мёртвой семьей и кухню, где шеф-повар готовит человеческое мясо) и чьи обитатели бросают ему вызов. Решив ряд головоломок, якобы предназначенных для того, чтобы преподать уроки, необходимые для понимания заповедей Ложи. Каждый «урок» оказывается основой традиционной Американской морали, включая тщетность милосердия, бесполезность пожилых людей и преимущества похоти и тщеславия.
На самом высоком уровне Ложи Сержант представляет всё ещё живую Стефани и объясняет, что Харвест — это сложный симулятор виртуальной реальности, которым управляет группа учёных в 1990-х годах, чтобы определить, можно ли превратить обычных людей в серийных убийц. Стив и Стефани — единственные реальные люди в симуляции, и всё, что Стив испытал, было предназначено, чтобы исказить его реальность и сломать его запреты, чтобы подготовить его к жизни в качестве серийного убийцы. Сержант предлагает ему два варианта: убить Стефани, тем самым совершить своё первое настоящее преступление и принять в будущем роль серийного убийцы, или отказаться, и в этом случае учёные сделают и Стива, и Стефани мёртвыми мозгами в лаборатории. Если Стив выберет второй вариант, сержант сообщает ему, что он и Стефани проживут всю жизнь счастливо в виртуальном городе Харвест.
Если игрок решает убить Стефани, Стив забивает Стефани до смерти, а затем удаляет ей череп и спинной мозг. После завершения убийства Стив просыпается в реальности. Путешествуя автостопом домой, он жестоко убивает водителя, который его подбирает. Стив возвращается домой, где его мать критикует его за то, что он играет в жестокие видеоигры, говоря ему, что люди, которые смотрят жестокие передачи, продолжают совершать насильственные действия в реальной жизни. Стив смеётся в ответ, когда камера проникает в его горло и живот, показывая растворяющиеся части тела водителя, которого он убил ранее.
Если игрок решает пощадить Стефани, Сержант устраивает импровизированную свадьбу в часовне, прежде чем отпустить пару. Стив и Стефани покупают дом, заводят ребёнка и стареют вместе, прежде чем мирно умереть и быть похороненными на кладбище городка Харвест. В реальной жизни учёные выражают разочарование результатами своего эксперимента, глядя на трупы пары.

## Актёры
- Курт Кистлер — Стив Мэйсон
  - Райан Викерхэм — голос Стива
- Лиза Кангелози — Стефани
- Кевин Обрегон — сержант по оружию / техник № 1
  - Райан Викерхэм — голос сержанта по оружию
- Мэри Аллен — мама / миссис Поттсдам / Мама общего воспитания
- Гилберт П. Остин — мистер Мойнахан
- Нельсон Найт — шериф Дуэйна
- Боб Коули — мистер Джонсон
- Грэм Тешке — полковник Бастер Монро
- Трейси Оделл — «тёмная экзотическая» женщина (Трейси Наподано)
- Майк Наподано — человек с ключом-картой / техник № 2
- Майкл Наподано-младший — младшая сестра
- Тим Хиггинс — шахматист
- Рейган Уоллес — Карин
- Роксана Ловсет — Эдна Фицпатрик
- Трэвис Миллер — мистер Поттсдам
- Том Лима — Кьюпи
- Кристофер Аммонс — Джимми Джеймс
- Чарльз Бичем — почтмейстер Бойл
- Джек Айронс — Гранд Пуб

## Игровой процесс
В игре используется интерфейс «point and click». Игроки должны посетить различные места в игровом вымышленном городе Харвест с помощью карты над головой. Говоря с разными горожанами и нажимая на специальные «горячие точки», игроки могут изучать информацию и собирать предметы, которые продвигают сюжет игры. Harvester также имеет боевую систему, в которой игроки могут атаковать других персонажей, выбрав оружие, а затем щёлкнув по цели. И у цели, и у персонажа игрока есть ограниченное количество доступного здоровья, что позволяет игроку или цели умереть. Игроки могут продвигаться по игре, решая головоломки или убивая одного из неигровых персонажей.

## История разработки
Harvester был разработан студией FutureVision (к моменту выхода игры переименован в DigiFX). Сценарист и режиссёр Гилберт П. Остин рассказал:
Я чувствовал, что FutureVision, будучи небольшой компанией, потребуется что-то «высокотехнологичное», чтобы конкурировать с отраслевыми гигантами того времени, и я утверждал, что Harvester был именно такой идеей. Это была единственная идея, которую я высказал. Я помню, что это пришло ко мне в мгновение ока. Вот так у меня появляется много идей в творческих порывах, когда я едва могу писать достаточно быстро, чтобы все это изложить. … Концепция Харвестера, идея о том, что в конце игры я хотел, чтобы игрок обдумал, усвоил ли он чрезмерное насилие и сюрреалистические образы игры так же, как Стив, и основной финал … все это было в первоначальной концепции, которую я записал в одном из тех маленьких блокнотов на спирали репортера примерно за 30 минут. Это то, что я предложил FutureVision, и они это купили.

Впервые игра была представлена публике на выставке Consumer Electronics Show (CES) в январе 1994 года в Лас-Вегасе. Все видеозаписи были сняты на заднем складе издательства Merit Software. Хотя с ним был заключён контракт только на роль сценариста игры, Остин добровольно руководил съёмками, чтобы убедиться, что они соответствуют его видению игры. Осенью 1994 года Остин закончил творческую работу и перешёл к другим проектам, оставив продюсера Ли Джейкобсона единолично ответственным за оставшуюся разработку. Игра должна была быть выпущена в том же году, но программирование заняло два года, и это стало коммерческим провалом.
Игра была разработана DigiFX Interactive и опубликована Merit Studios в 1996 году. 6 марта 2014 года Ли Джейкобсон повторно выпустил его на GOG.com для ПК и Mac. 4 апреля 2014 года Night Dive Studios перевыпустила его в Steam для ПК и Linux.
Курт Кистлер, сыгравший Стива Мэйсона, был арестован за хранение детской порнографии в 2010 году.
| Сводный рейтинг      | Сводный рейтинг |
| Агрегатор            | Оценка          |
| -------------------- | --------------- |
| Metacritic           | 53/100          |
| Иноязычные издания   |                 |
| Издание              | Оценка          |
| AllGame              | [ 14 ]          |
| GameSpot             | 6,8/10          |
| PC Gamer (US)        | 82/100          |
| Entertainment Weekly | B+              |

## Критика и отзывы
На пресс-конференции в декабре 1996 года доктор Дэвид Уолш опубликовал список игр, которые он считал чрезмерно жестокими. Якобсон публично потребовал, чтобы Харвестер, которого не было в списке доктора Уолша, был добавлен в него. Игровой журналист Кристиан Свенссон охарактеризовал действия Якобсона как «бесстыдные» и не назвал Якобсона, DigiFX или Harvester по имени, чтобы не дать положительного подкрепления для такого стремления к публичности.